# Filippo Agazzari
Filippo Agazzari (Siena, 1339 circa – Lecceto, 1422) è stato un monaco agostiniano e scrittore.

## Biografia
Entrò nell'Eremo di San Salvatore di Lecceto nel 1353, e lì fu priore dal 1398, passando poi nel convento dei canonici regolari di San Martino di Siena nel 1408, ma per poco tempo; tornato a Lecceto, venne eletto vicario generale della Congregazione agostiniana d'osservanza, carica che tenne sino alla morte.
Praticò inoltre l'attività di amanuense.

### Opere
- Gli Assempri